# Vinslöv
Vinslöv är en tätort i Hässleholms kommun i Skåne län, belägen mellan Hässleholm och Kristianstad.

## Historia
Som stationssamhälle utvecklades Vinslöv efter tillkomsten av Kristianstad-Hässleholms Järnvägar (CHJ) 1865. 1927 flyttade företaget Kronborsten sin tillverkning av borstbinderi från Stockholm till Vinslöv. Flytten gjordes för att komma närmare träråvaran, bokskogen, som finns i trakten. Varunamnet Kron registrerades 1945. 1966 flyttade även huvudkontoret till Vinslöv.  
I juni 1948 anordnades den omfattande Vinslövsutställningen av Vinslövs Fabriks- och Hantverksförening. Utställningen drog över 25 000 besökare på invigningsdagen. Temat för utställningen var hantverk, industri, konst, hemslöjd och försvar. Logotypen till utställningen (föreställande en viking) ritades av konstnären Kjell Lönnblad.
I Vinslöv låg mellan 1905- och 1990-talet O.J. Hedbergs möbelaffär sedermera Hedbergs i Vinslöv AB. Företaget blev riksbekant för sina kvalitetsmöbler och sin möbelutställningsteknik. Hedbergshuset dominerar fortfarande gatubilden och används bland annat för konstutställningar.

### Administrativa tillhörigheter
Vinslöv var och är kyrkby i Vinslövs socken och ingick efter kommunreformen 1862 i Vinslövs landskommun, där Vinslövs municipalsamhälle inrättades 30 december 1898.  Vinslöv med kringområde utbröts 1934 ur landskommunen och bildade Vinslövs köping som 1958 utökades med ett mindre område från landskommunen. 1971 ombildades köpingen till Vinslövs centralkommun och landskommunen till Vinslövs kommun som båda uppgick 1974 i Hässleholms kommun.
I kyrkligt hänseende har orten alltid hört till Vinslövs församling.
Orten ingick till 1861 i Västra Göinge tingslag, därefter till 1971 i Västra Göinge domsagas tingslag. Sedan 1971 ingår Vinslöv i Hässleholms tingsrätts domsaga.

### Befolkningsutveckling
| Befolkningsutvecklingen i Vinslöv 1900–2020   | Befolkningsutvecklingen i Vinslöv 1900–2020 | Befolkningsutvecklingen i Vinslöv 1900–2020 | Befolkningsutvecklingen i Vinslöv 1900–2020 | Befolkningsutvecklingen i Vinslöv 1900–2020 |
| --------------------------------------------- | ------------------------------------------- | ------------------------------------------- | ------------------------------------------- | ------------------------------------------- |
|                                               |                                             |                                             |                                             |                                             |
| År                                            |                                             |                                             | Folkmängd                                   | Areal (ha)                                  |
| 1900                                          | 1900                                        |                                             | 492                                         | †                                           |
| 1960                                          | 1960                                        |                                             | 2 274                                       |                                             |
| 1965                                          | 1965                                        |                                             | 2 356                                       |                                             |
| 1970                                          | 1970                                        |                                             | 2 595                                       |                                             |
| 1975                                          | 1975                                        |                                             | 3 479                                       |                                             |
| 1980                                          | 1980                                        |                                             | 3 910                                       |                                             |
| 1990                                          | 1990                                        |                                             | 3 974                                       | 402                                         |
| 1995                                          | 1995                                        |                                             | 3 945                                       | 414                                         |
| 2000                                          | 2000                                        |                                             | 3 818                                       | 414                                         |
| 2005                                          | 2005                                        |                                             | 3 865                                       | 416                                         |
| 2010                                          | 2010                                        |                                             | 3 984                                       | 416                                         |
| 2015                                          | 2015                                        |                                             | 3 989                                       | 474                                         |
| 2020                                          | 2020                                        |                                             | 4 124                                       | 532                                         |
| † Befolkning runt ett municipalsamhälle 1900. |                                             |                                             |                                             |                                             |

## Kommunikationer
Vinslöv har järnvägsförbindelse med bland annat Hässleholm, Malmö, Helsingborg och Kristianstad med Pågatågen. 

## Idrott
I Vinslöv finns brottarklubben BK Ore.
Vinslöv har även en handbollsklubb, Vinslövs HK där herrarna säsongen 2020/2021 spelar i Allsvenskan och damer spelar i div.2.
I Vinslöv finns även en fotbollsklubb, Vinslövs IF, där herrarna 2023 spelar i div 5 Nordöstra Skåne och damerna spelar i div 3 Norra Skåne.
I Vinslöv finns även Sörby BoIS, som har haft framgångar inom tyngdlyftning. En av klubbens medlemmar, Benny Persson, har bland annat tagit SM-guld och vunnit junior-SM.

## Vinslöv i media
En TV-dokumentär från 1999, Plötsligt i Vinslöv, gav orten uppmärksamhet i hela Sverige. En uppföljande dokumentär kom ut 2009, Plötsligt igen.
I en tredje film, VINSLÖV - Ett levande samhälle, filmad 2014-2015 skildras samhället av TV producenten Bengt Roslund.

## Kända personer
- Carl Abraham Bergman (1800-1889), kontraktsprost. En byst av C.A. Bergman med inskriptionen fil. o med. dr. människovän, nydanare och kulturfrämjare, blickar ut över Södra Järnvägsgatan
- Kilian Stobæus, naturforskare, läkare och historiker från 1700-talet
- Sven Hugo Borg, Svensk-Amerikansk Skådespelare
- Julia Bergman, deltagare i TV-serien "Unga mammor". Nominerad till "Årets TV-personlighet" på Kristallen.[13]

## Bilder från Vinslöv

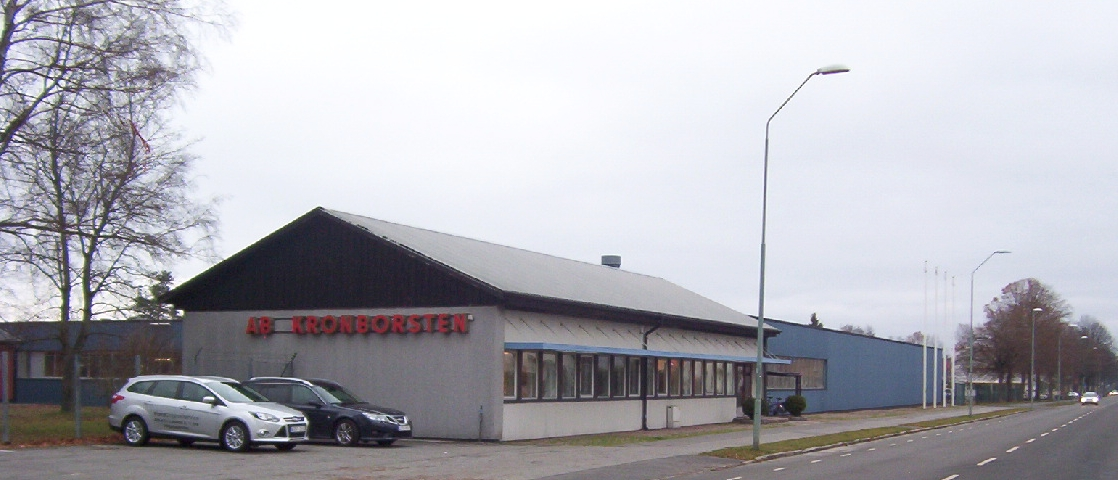
AB Kronborstens anläggning i Vinslöv.
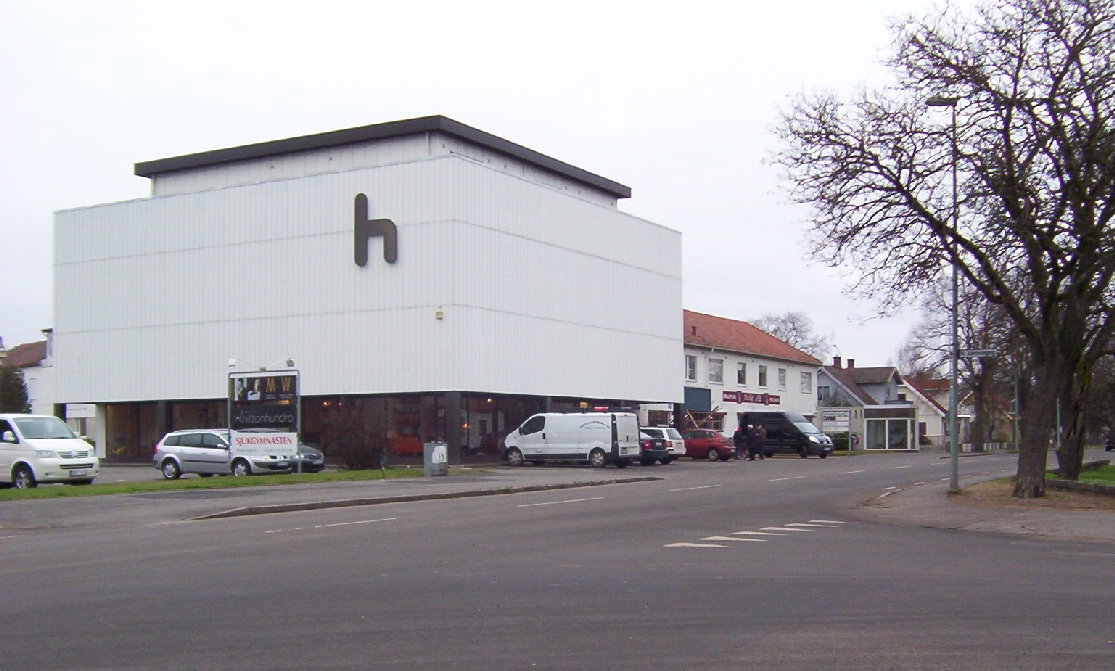
Hedbergshuset i Vinslöv.
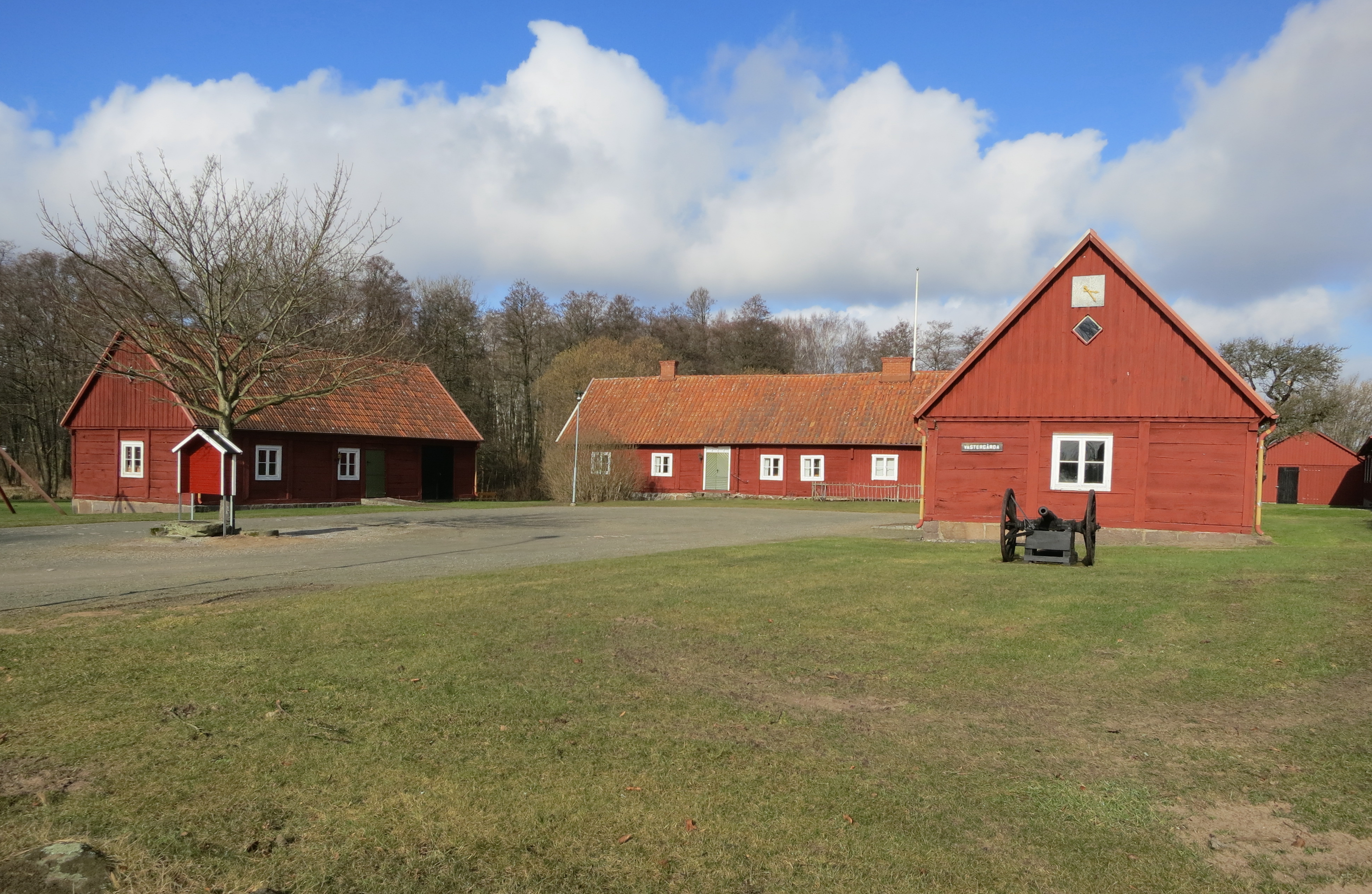
Västergårda, Vinslövs hembygdsgård.
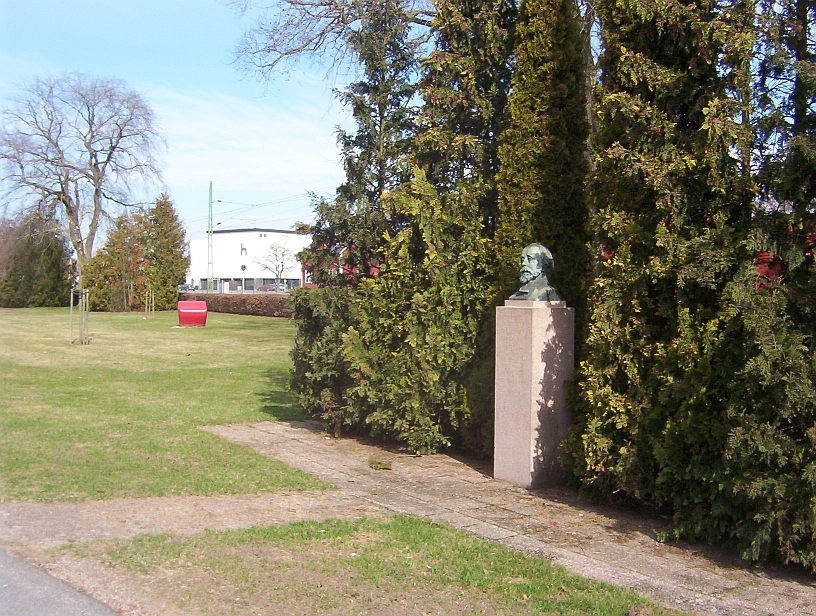
Carl Abraham Bergmans byst med Hedbergshuset i bakgrunden.